# Cnemotriccus fuscatus
Cnemotriccus fuscatus, também conhecido como Caça-moscas-fusco ou guaracavuçu, é uma espécie do grupo Cnemotriccus decrita em 1831 por Prince Maximilian of Wied-Neuwied. É encontrado pela América do Sul, incluindo o pantanal mato-grossense.

## Dieta
Apresenta uma dieta onívora, com composição marcante de formigas e besouros.

## Reprodução
Podem fazer ninhos em ocos de troncos próximo ao solo, com ovos pequenos e ovalados, com período de incubação aproximado de 14 dias.